# Terre du Prince Oscar
La Terre du Prince Oscar est un territoire administratif norvégien situé sur l'île de Nordaustlandet, au Svalbard, qui se compose de la presqu'île de Platenhalvøya jusqu'à une ligne allant de la fin des fjords de Rijpfjorden et Duvefjorden. A l'ouest se trouve la Terre de Gustav V, au sud  la Terre de Gustav Adolf, au sud-est celle de Harald V , et dans le nord-est la  Terre d'Orvin. La Terre du Prince Oscar possède au sud son plus grand  glacier, Ahlmannfonna, qui recouvre une bonne partie de l'entrée de la presqu'île mais le reste de la Terre est libre de glace exception faite de trois glaciers. Le point culminant du territoire est la montagne Binneyfjellet qui culmine à 596 m.
Le site n'a ni localité ni traces d'habitations.
La région a été nommée d'après le Prince Oscar de Suède-Norvège, qui a été le dernier roi (1872-1905) de l'Union entre la Suède et la Norvège.